# Herb Mrągowa
Herb Mrągowa – jeden z symboli miasta Mrągowo w postaci herbu.

## Wygląd i symbolika
Herb przedstawia na srebrnej tarczy wizerunek lewej, tylnej, odciętej łapy niedźwiedzia koloru czarnego ze złotymi pazurami,

## Historia

Dawny wygląd herbu

Mrągowo herbu używa od połowy XVI wieku. Widnieje on na kilku pieczęciach miejskich z 1589, 1736 i z 1837 roku.

## Legenda
Według legendy, osadnicy przeżywali spore trudności z powodu aktywności leśnych zwierząt – wilków i niedźwiedzi. Szczególnie dokuczliwa dla nich była pewna bardzo przebiegła niedźwiedzica. Potrafiła wykradać miód z barci zawieszonych bardzo wysoko na drzewie, i zawsze uchodziła obławom myśliwych. Nie powiódł się także plan upojenia niedźwiedzicy miodem zmieszanym z dużą ilością alkoholu. Aby uporać się z problemem niedźwiedzicy, burmistrz zwrócił się do stacjonującej w Mrągowie grupy wojskowych. Za upolowanie niedźwiedzicy obiecał wysoką zapłatę. Zorganizowano wielką obławę. Dostrzeżono zwierzę na bagnach jeziora Czarnego i zaczęto strzelać. Kule trafiły w lewą tylną łapę. Niedźwiedzica zaczęła uciekać w kierunku Kętrzyna, gdzie odnaleźli ją myśliwi, idąc tropem śladów. Dobili ranne zwierzę, a łapę zabrali ze sobą, aby przedstawić ją burmistrzowi jako dowód wywiązania się z zadania. Burmistrz polecił powiesić łapę nad drzwiami urzędu magistrackiego. Na najbliższym posiedzeniu, rajcy miasta Mrągowa postanowili znak łapy uczynić herbem miasta.